# Markvartovice

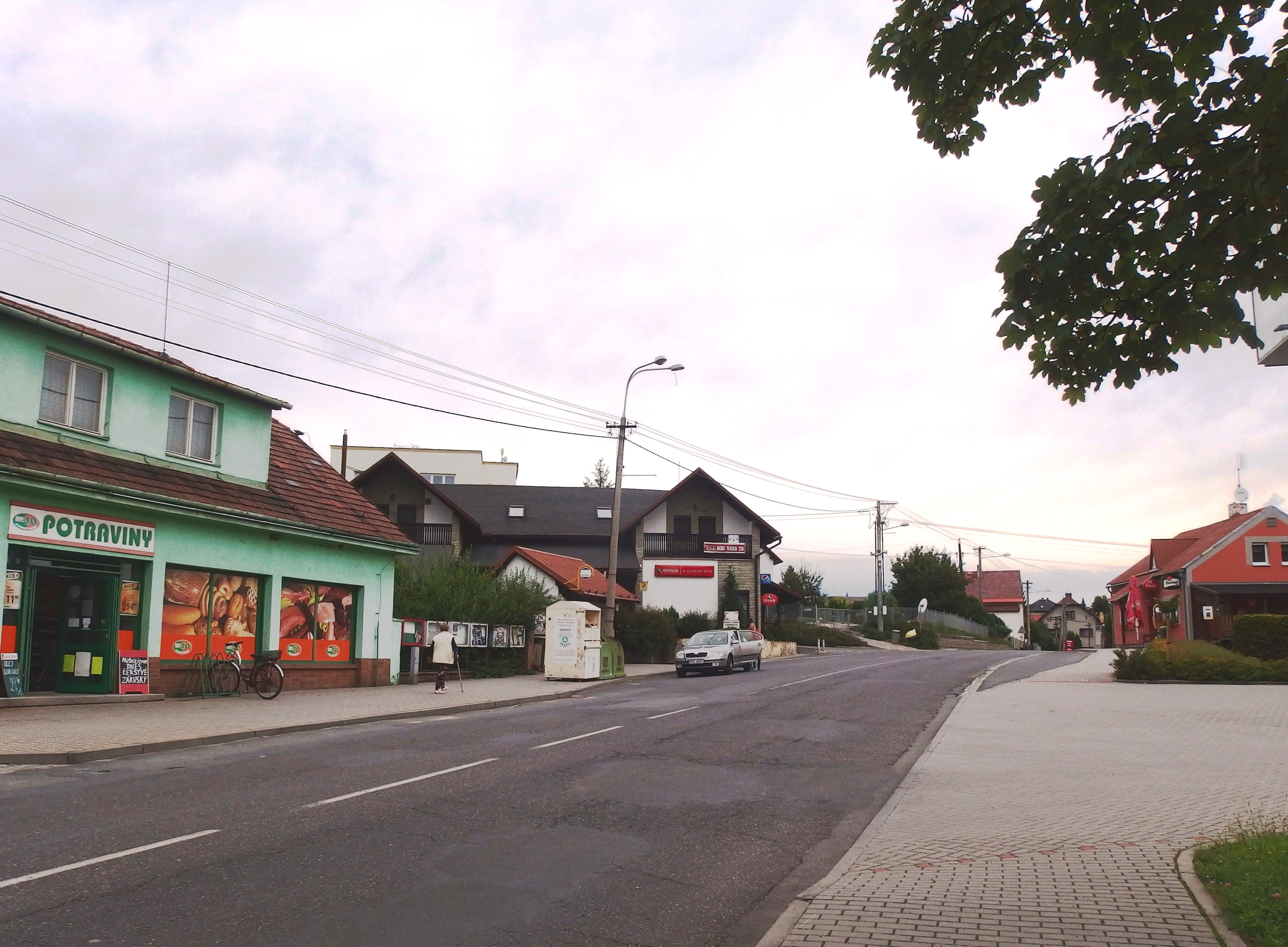
Ortsansicht

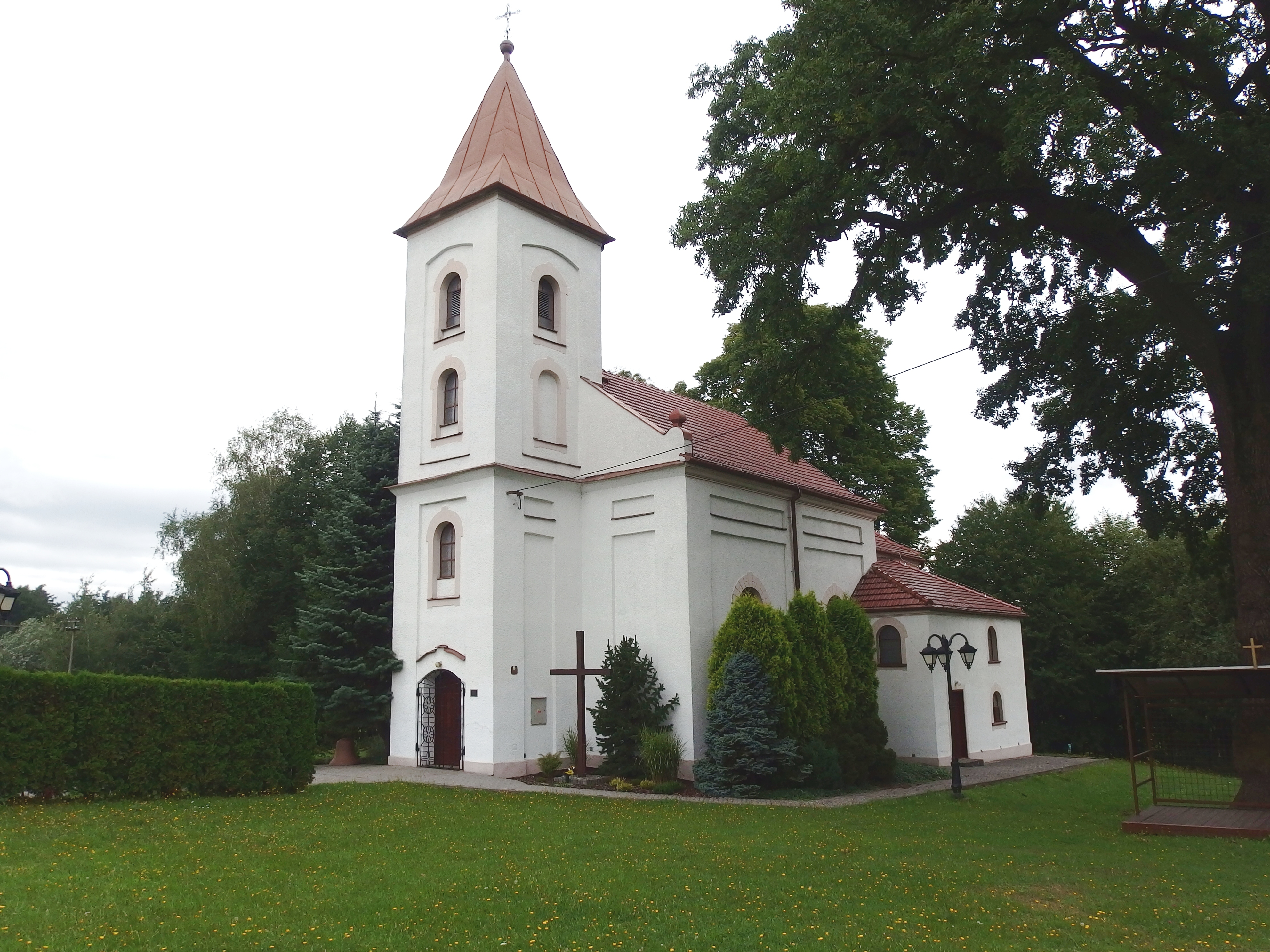
Die Kapelle

Markvartovice (deutsch: Markersdorf, bis 1907 Marquartowitz) ist eine Ortschaft und Gemeinde im oberschlesischen Hultschiner Ländchen. Die Gemeinde gehört zum Okres Opava in der Region Mährisch-Schlesien.

## Geschichte
Die erste schriftliche Erwähnung von Margwardsdorf erfolgte im Jahre 1377 im Zuge der Teilung des Herzogtums Troppau. Das Dorf gehörte zu dieser Zeit zu den Gütern der Burg Landek und verblieb beim Troppauer Anteil, der den Brüdern Herzog Wenzel I. und Přemysl I. zugefallen war. 

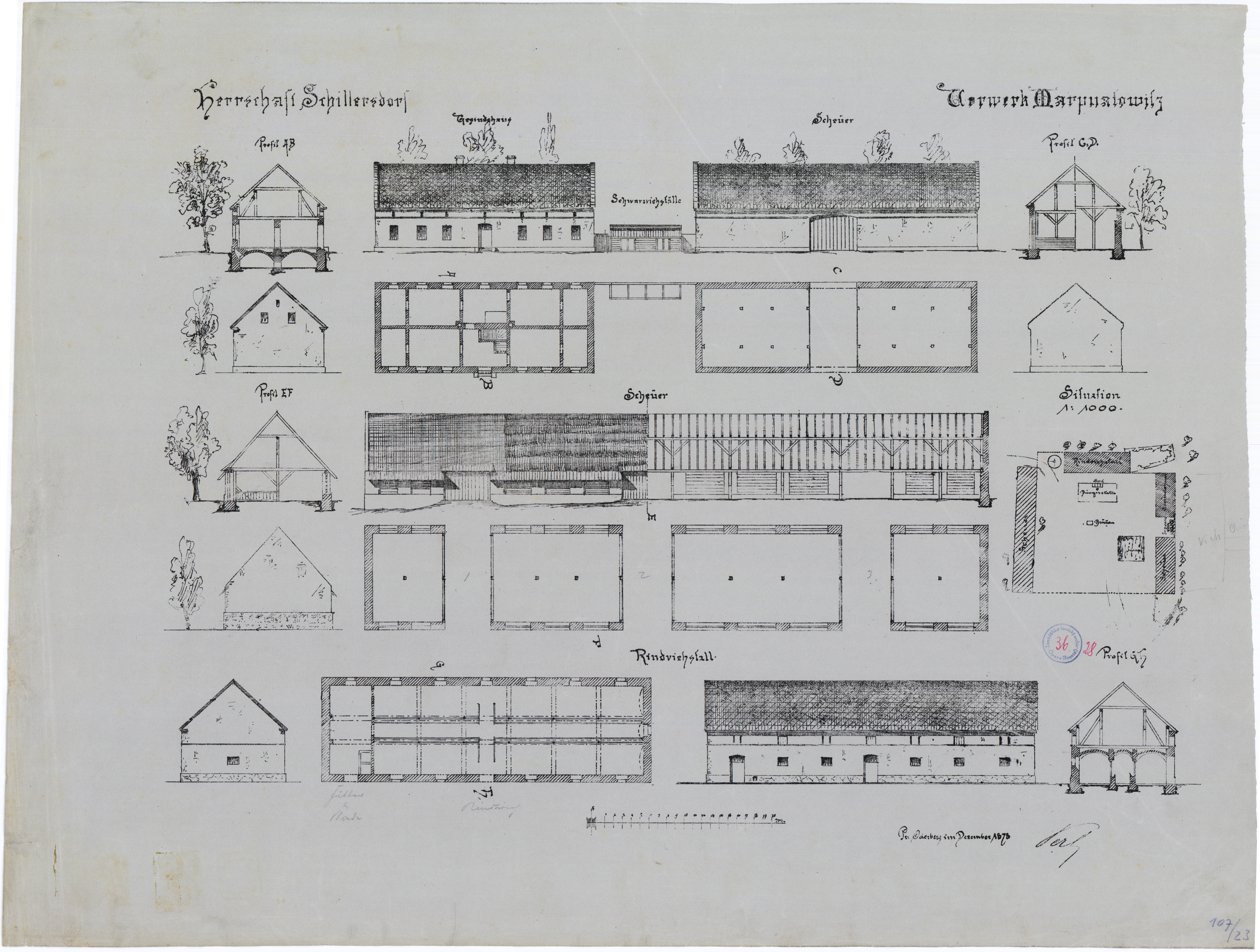
Vorwerk Marquartowitz (1878)

1865 bestand Marquartowitz aus einem Rittergut und einer Gemeinde. Das Rittergut gehörte seit 1819 der Baronin von Eichendorff, seit 1843 dem Herrn von Stücker und seit 1844 dem Freiherrn von Rothschild. Die Gemeinde hatte 14 Bauernstellen, elf Halbbauernstellen, 14 Gärtnerstellen, 31 Angerhäuslerstellen, 11 Reuhäusler, eine Kapelle, eine Schule und zwei Schmieden.
1907 erfolgte die Umbenennung in Markersdorf. Bis 1920 befand sich der Ort im Landkreis Ratibor und gehörte zum Deutschen Reich. Am 10. Januar 1920 wurde Markersdorf mit dem Hultschiner Ländchen der Tschechoslowakei zugeschlagen und in Markvartovice umbenannt. Nach dem Münchner Abkommen gehörte die Gemeinde Markersdorf zwischen 1938 und 1945 erneut zum deutschen Landkreis Ratibor.

## Gemeindegliederung
Für die Gemeinde Markvartovice sind keine Ortsteile ausgewiesen. Zu Markvartovice gehört die Ansiedlung Hříbovec.

## Partnergemeinde
- Gmina Bierawa, Polen[5]

## Sehenswürdigkeiten
- Kapelle der hl. Dreifaltigkeit